# 尾短跗蛛
尾短跗蛛（学名：Moneta caudifer）为球蛛科短跗蛛属的动物。分布于韩国、日本以及中国大陆的山西、江西等地。